# Olympische Sommerspiele 1952/Radsport – Sprint Bahn (Männer)
Der Sprint im Bahnradsport der Männer bei den Olympischen Spielen 1952 in Helsinki wurde vom 28. bis 31. Juli im Helsingin Velodromi ausgetragen.

## Ergebnisse

### 1. Runde

#### Lauf 1
| Rang | Athlet             | Nation         | Zeit 200 m | Qualifikation     |
| ---- | ------------------ | -------------- | ---------- | ----------------- |
| 1    | Lionel Cox         | Australien     | 11,9 s     | Viertelfinale     |
| 2    | Werner Potzernheim | BR Deutschland |            | 1. Hoffnungsrunde |
| 3    | Hernán Masanés     | Chile          |            | 1. Hoffnungsrunde |

#### Lauf 2
| Rang | Athlet          | Nation     | Zeit 200 m | Qualifikation     |
| ---- | --------------- | ---------- | ---------- | ----------------- |
| 1    | Stéphan Martens | Belgien    | 12,9 s     | Viertelfinale     |
| 2    | Kurt Nemetz     | Österreich |            | 1. Hoffnungsrunde |
| 3    | Netai Bysack    | Indien     |            | 1. Hoffnungsrunde |

#### Lauf 3
| Rang | Athlet             | Nation      | Zeit 200 m | Qualifikation     |
| ---- | ------------------ | ----------- | ---------- | ----------------- |
| 1    | Franck Le Normand  | Frankreich  | 12,6 s     | Viertelfinale     |
| 2    | Kenneth Farnum     | Jamaika     |            | 1. Hoffnungsrunde |
| 3    | Otar Dadunaschwili | Sowjetunion |            | 1. Hoffnungsrunde |

#### Lauf 4
| Rang | Athlet          | Nation      | Zeit 200 m | Qualifikation     |
| ---- | --------------- | ----------- | ---------- | ----------------- |
| 1    | Antonio Giménez | Argentinien | 12,8 s     | Viertelfinale     |
| 2    | Helge Törn      | Finnland    |            | 1. Hoffnungsrunde |
| 3    | Kihei Tomioka   | Japan       |            | 1. Hoffnungsrunde |

#### Lauf 5
| Rang | Athlet                | Nation           | Zeit 200 m | Qualifikation     |
| ---- | --------------------- | ---------------- | ---------- | ----------------- |
| 1    | Enzo Sacchi           | Italien          | 12,4 s     | Viertelfinale     |
| 2    | Zdeněk Košta          | Tschechoslowakei |            | 1. Hoffnungsrunde |
| 3    | Muhammad Naqi Mallick | Pakistan         |            | 1. Hoffnungsrunde |

#### Lauf 6
| Rang | Athlet           | Nation         | Zeit 200 m | Qualifikation     | Anm. |
| ---- | ---------------- | -------------- | ---------- | ----------------- | ---- |
| 1    | Cyril Peacock    | Großbritannien | 11,7 s     | Viertelfinale     | OR   |
| 2    | Ove Krogh Rants  | Dänemark       |            | 1. Hoffnungsrunde |      |
| 3    | Ion Ioniță       | Rumänien       |            | 1. Hoffnungsrunde |      |
| 4    | Gustavo Martínez | Guatemala      |            | 1. Hoffnungsrunde |      |

#### Lauf 7
| Rang | Athlet             | Nation     | Zeit 200 m | Qualifikation     |
| ---- | ------------------ | ---------- | ---------- | ----------------- |
| 1    | Béla Szekeres      | Ungarn     | 11,9 s     | Viertelfinale     |
| 2    | John Millman       | Kanada     |            | 1. Hoffnungsrunde |
| 3    | Fritz Siegenthaler | Schweiz    |            | 1. Hoffnungsrunde |
| 4    | Colin Dickinson    | Neuseeland |            | 1. Hoffnungsrunde |

#### Lauf 8
| Rang | Athlet            | Nation                | Zeit 200 m | Qualifikation     |
| ---- | ----------------- | --------------------- | ---------- | ----------------- |
| 1    | Jan Hijzelendoorn | Niederlande           | 12,1 s     | Viertelfinale     |
| 2    | Raymond Robinson  | Südafrikanische Union |            | 1. Hoffnungsrunde |
| 3    | Steve Hromjak     | Vereinigte Staaten    |            | 1. Hoffnungsrunde |
| 4    | Luis Toro         | Venezuela             |            | 1. Hoffnungsrunde |

### 1. Hoffnungsrunde

#### Lauf 1
| Rang | Athlet             | Nation             | Zeit 200 m | Qualifikation | Anm. |
| ---- | ------------------ | ------------------ | ---------- | ------------- | ---- |
| 1    | Werner Potzernheim | BR Deutschland     | 11,7 s     | Viertelfinale | OR   |
| 2    | Otar Dadunaschwili | Sowjetunion        |            |               |      |
| 3    | Luis Toro          | Venezuela          |            |               |      |
| 4    | Steve Hromjak      | Vereinigte Staaten |            |               |      |
| 5    | Helge Törn         | Finnland           |            |               |      |

#### Lauf 2
| Rang | Athlet             | Nation           | Zeit 200 m | Qualifikation |
| ---- | ------------------ | ---------------- | ---------- | ------------- |
| 1    | Ove Krogh Rants    | Dänemark         | 12,3 s     | Viertelfinale |
| 2    | Fritz Siegenthaler | Schweiz          |            |               |
| 3    | Zdeněk Košta       | Tschechoslowakei |            |               |
| 4    | Kihei Tomioka      | Japan            |            |               |

#### Lauf 3
| Rang | Athlet                | Nation     | Zeit 200 m | Qualifikation | Anm. |
| ---- | --------------------- | ---------- | ---------- | ------------- | ---- |
| 1    | John Millman          | Kanada     |            | Viertelfinale | OR   |
| 2    | Kurt Nemetz           | Österreich |            |               |      |
| 3    | Muhammad Naqi Mallick | Pakistan   |            |               |      |
| —    | Netai Bysack          | Indien     | DNS        |               |      |
| —    | Gustavo Martínez      | Guatemala  | DNS        |               |      |

#### Lauf 4
| Rang | Athlet           | Nation                | Zeit 200 m | Qualifikation |
| ---- | ---------------- | --------------------- | ---------- | ------------- |
| 1    | Raymond Robinson | Südafrikanische Union | 12,3 s     | Viertelfinale |
| 2    | Hernán Masanés   | Chile                 |            |               |
| 3    | Colin Dickinson  | Neuseeland            |            |               |
| 4    | Kenneth Farnum   | Jamaika               |            |               |
| 5    | Ion Ioniță       | Rumänien              |            |               |

### Viertelfinale

#### Lauf 1
| Rang | Athlet           | Nation                | Zeit 200 m | Qualifikation     |
| ---- | ---------------- | --------------------- | ---------- | ----------------- |
| 1    | Lionel Cox       | Australien            | 12,5 s     | Halbfinale        |
| 2    | Raymond Robinson | Südafrikanische Union |            | 2. Hoffnungsrunde |
| 3    | Stéphan Martens  | Belgien               |            | 2. Hoffnungsrunde |

#### Lauf 2
| Rang | Athlet            | Nation         | Zeit 200 m | Qualifikation     | Anm. |
| ---- | ----------------- | -------------- | ---------- | ----------------- | ---- |
| 1    | Cyril Peacock     | Großbritannien | 11,7 s     | Halbfinale        | OR   |
| 2    | Franck Le Normand | Frankreich     |            | 2. Hoffnungsrunde |      |
| 3    | John Millman      | Kanada         |            | 2. Hoffnungsrunde |      |

#### Lauf 3
| Rang | Athlet          | Nation   | Zeit 200 m | Qualifikation     |
| ---- | --------------- | -------- | ---------- | ----------------- |
| 1    | Enzo Sacchi     | Italien  | 12,0 s     | Halbfinale        |
| 2    | Ove Krogh Rants | Dänemark |            | 2. Hoffnungsrunde |
| 3    | Béla Szekeres   | Ungarn   |            | 2. Hoffnungsrunde |

#### Lauf 4
| Rang | Athlet             | Nation         | Zeit 200 m | Qualifikation     | Anm. |
| ---- | ------------------ | -------------- | ---------- | ----------------- | ---- |
| 1    | Werner Potzernheim | BR Deutschland | 11,6 s     | Halbfinale        | OR   |
| 2    | Antonio Giménez    | Argentinien    |            | 2. Hoffnungsrunde |      |
| 3    | Jan Hijzelendoorn  | Niederlande    |            | 2. Hoffnungsrunde |      |

### 2. Hoffnungsrunde

#### Lauf 1
| Rang | Athlet            | Nation                | Zeit 200 m | Qualifikation |
| ---- | ----------------- | --------------------- | ---------- | ------------- |
| 1    | Raymond Robinson  | Südafrikanische Union | 11,8 s     | Halbfinale    |
| 2    | John Millman      | Kanada                |            |               |
| 3    | Jan Hijzelendoorn | Niederlande           |            |               |
| 4    | Ove Krogh Rants   | Dänemark              |            |               |

#### Lauf 2
Aufgrund eines Sturzes musste das Rennen wiederholt werden. Giménez und Martens lagen in Führung; Le Normand tangierte bei einem Überholversuch das Hinterrad von Martens. Le Normand musste wegen seiner Verletzungen ins Krankenhaus gebracht werden und konnte bei der Wiederholung nicht antreten. Martens konnte am Rennen teilnehmen, wurde aber durch seine Verletzungen beeinträchtigt.
| Rang | Athlet            | Nation      | Zeit 200 m | Qualifikation |
| ---- | ----------------- | ----------- | ---------- | ------------- |
| 1    | Antonio Giménez   | Argentinien | 12,3 s     | Wiederholung  |
| 2    | Béla Szekeres     | Ungarn      |            | Wiederholung  |
| —    | Stéphan Martens   | Belgien     | DNF        | Wiederholung  |
| —    | Franck Le Normand | Frankreich  | DNF        | Wiederholung  |

Wiederholung
| Rang | Athlet            | Nation      | Zeit 200 m | Qualifikation |
| ---- | ----------------- | ----------- | ---------- | ------------- |
| 1    | Béla Szekeres     | Ungarn      | 11,8 s     | Halbfinale    |
| 2    | Antonio Giménez   | Argentinien |            |               |
| 3    | Stéphan Martens   | Belgien     |            |               |
| —    | Franck Le Normand | Frankreich  | DNS        |               |

### Halbfinale

#### Lauf 1
| Rang | Athlet             | Nation                | Zeit 200 m | Qualifikation     |
| ---- | ------------------ | --------------------- | ---------- | ----------------- |
| 1    | Enzo Sacchi        | Italien               | 12,0 s     | Finale            |
| 2    | Raymond Robinson   | Südafrikanische Union |            | 3. Hoffnungsrunde |
| 3    | Werner Potzernheim | BR Deutschland        |            | 3. Hoffnungsrunde |

#### Lauf 2
| Rang | Athlet        | Nation         | Zeit 200 m | Qualifikation     | Anm. |
| ---- | ------------- | -------------- | ---------- | ----------------- | ---- |
| 1    | Lionel Cox    | Australien     | 11,6 s     | Finale            | OR   |
| 2    | Cyril Peacock | Großbritannien |            | 3. Hoffnungsrunde |      |
| 3    | Béla Szekeres | Ungarn         |            | 3. Hoffnungsrunde |      |

### 3. Hoffnungsrunde
| Rang | Athlet             | Nation                | Zeit 200 m | Anm. |
| ---- | ------------------ | --------------------- | ---------- | ---- |
| 1    | Werner Potzernheim | BR Deutschland        | 11,6 s     | OR   |
| 2    | Cyril Peacock      | Großbritannien        |            |      |
| 3    | Raymond Robinson   | Südafrikanische Union |            |      |
| 4    | Béla Szekeres      | Ungarn                |            |      |

### Finale
| Rang | Athlet             | Nation         | Zeit 200 m | Anm. |
| ---- | ------------------ | -------------- | ---------- | ---- |
| 1    | Enzo Sacchi        | Italien        | 12,0 s     | OR   |
| 2    | Lionel Cox         | Australien     |            |      |
| 3    | Werner Potzernheim | BR Deutschland |            |      |

## Weblink
- Ergebnisse in der Datenbank von Olympedia.org (englisch)